# Eiterse Waard
Eiterse Waard is een buurt van IJsselstein, in de Nederlandse provincie Utrecht. De wijk heeft 355 inwoners (2023).. 
De buurt grenst met de klok mee aan IJsseloevers, Binnenstad, Kasteelkwartier, Achterveld-Oost en Achterveld-Noord. De buurt kent naast de doorgaande as Eiteren slechts twee straten: Veerschipper en Scheepsjager, verwijzend naar beroepen die vroeger langs en op de Hollandse IJssel werden uitgeoefend. 

## Geschiedenis
De buurt bestaat uit een relatief smalle strook tussen de Hollandse IJssel en het Eiteren, dat in het verlengde ligt van de Zuid-IJsseldijk. Het betreft daarmee oorspronkelijk buitendijks gebied. Aanvankelijk kende de buurt slechts spaarzame bebouwing, voornamelijk gesitueerd aan het Eiteren. In de jaren jaren 30 van de 20e eeuw werd er een fabriek gebouwd in de buurt, waarna meerdere industriële panden volgden. In de jaren jaren 90 van de 20e eeuw werd deze bebouwing vervangen door woningbouw in het luxere segment. 
Stad: IJsselstein      Buurtschappen: Achtersloot · Klaphek · Knollemanshoek (deels)

Woonwijken: Centrum · Noord · West · Zuid

Woonbuurten: Binnenstad · Nieuwpoort · Groenvliet · Kasteelkwartier · Europakwartier · Oranjekwartier · IJsselveld-Oost · IJsselveld-West · IJsseloevers · Hazenveld en Overwaard · Panoven · De Hoven en De Boomgaard · De Tuinen · Het Hart · De Wereldsteden · De Rivieren · Het Staatse · Benschopperpoort en Het Podium · Achterveld-Zuid · Achterveld-West · Achterveld-Noord · Achterveld-Oost · Eiterse Waard · Landelijk gebied Noord · Landelijk gebied Zuid

Overige buurten: Rijpickerwaard · Paardenveld · Over Oudland · Industrieterrein Lage Dijk · Bedrijventerrein De Corridor
Utrecht · Plaatsen in de provincie      Nederland · Provincies · Gemeenten